# Ellen Klages

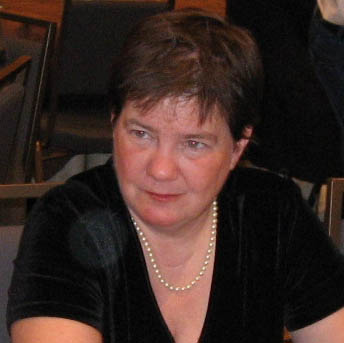
Ellen Klages auf der World Fantasy Convention 2007

Ellen Klages (* 9. Juli 1954 in Columbus, Ohio) ist eine US-amerikanische Autorin historischer und Science-Fiction-Romane, die in San Francisco lebt. Mehrfach wurde sie für den Hugo, Nebula und den Campbell Award nominiert. Ihr erster nicht der Science-Fiction zugehörige Roman The Green Glass Sea wurde 2006 von Viking Children’s Books veröffentlicht und gewann 2007 den Scott O’Dell Award for Historical Fiction.
Portable Childhoods, eine Sammlung ihrer kürzeren Werke, war Finalist bei der Verleihung der World Fantasy Awards im Jahr 2008. Ebenso war ihre Kurzgeschichte Singing on a Star im Jahr 2010 für den World Fantasy Award nominiert.

## Biografie
Ellen Janeway Klages wurde am 9. Juli 1954 in Columbus, Ohio, geboren und lebt heute in San Francisco. Sie hat einen Abschluss in Philosophie der University of Michigan. 1992 begann sie für das Exploratorium in San Francisco zu arbeiten. Sie wurde als Co-Autorin zur Erstellung eines Wissenschaftsaktivitätsbuchs für Kinder gemeinsam mit Pat Murphy tätig. Murphy ermutigte Klages, auch eigene Werke zu schreiben. Ihre erste Novelle Time Gypsy wurde 1999 veröffentlicht und war sowohl bei den Nebula als auch bei den Hugo Awards Verleihungen Finalist. Neben ihrer schriftstellerischen Tätigkeit nahm sie am Clarion South Writers’ Workshop teil und war 20 Jahre im Organisationskomitee des James Tiptree, Jr. Awards. Klages ist dafür bekannt, dass sie als Auktionatorin jährlich beim WisCon Stand-up-Comedy und andere Einlagen zum Besten gibt. Die WisCon Tiptree Auktion ist ein Fundraiser für den James Tiptree, Jr. Award. Bei Tiptree-Auktionen versteigerte sie ihr eigenes Haar, einen BH von Mary Doria Russell, eine handgestrickte Gebärmutter, eine Känguru-Hodensack-Geldbörse und einen Kirschkuchen. Klages war 2009 Ehrengast der 33. WisCon.

## Auszeichnungen (Auswahl)
- 2005: Nebula Award als beste Novelle für Basement Magic
- 2018: British Fantasy Award als beste Novelle für Passing Strange
- 2018: World Fantasy Award als beste Novelle für Passing Strange

## Werke

### Storysammlungen
- Portable Childhoods, Tachyon Publications, 2007
  - Basement Magic (2003 Novelle)
  - Intelligent Design (2005 Kurzgeschichte)
  - The Green Glass Sea (2004 Kurzgeschichte)
  - Clip Art (2007 Kurzgeschichte)
  - Triangle (2001 Kurzgeschichte)
  - The Feed Bag (2003 Gedicht)
  - Flying Over Water (2000 Kurzgeschichte)
  - Möbius, Stripped of a Muse (2007 Kurzgeschichte)
  - Time Gypsy (1998 Novelle)
  - Be Prepared (2002 Kurzgeschichte)
  - Travel Agency (2002 Kurzgeschichte)
  - A Taste of Summer (2002 Kurzgeschichte)
  - Ringing Up Baby (2006 Kurzgeschichte)
  - Guys Day Out (2005 Kurzgeschichte)
  - Portable Childhoods (2007 Novelle)
  - In the House of the Seven Librarians (2006 Novelle)
- Wicked Wonders (englisch), Tachyon Publications, 2017
  - Vorwort von Karen Joy Fowler
  - The Education of a Witch
  - Amicae Aeternum
  - Mrs. Zeno’s Paradox
  - Singing on a Star
  - Hey, Presto
  - Echoes of Aurora
  - Friday Night at St. Cecilia’s
  - Caligo Lane
  - Goodnight Moons
  - Gone to the Library
  - Household Management
  - Sponda the Suet Girl and the Secret of the French Pearl
  - Woodsmoke
  - The Scary Ham
  - Afterword: Why I Write Short Fiction

#### Novellen
- Time Gypsy
- Basement Magic
- In the House of the Seven Librarians

### Kurzgeschichten
- Flying Over Water, 2000
- Triangle, 2001
- Travel Agency, 2002
- A Taste of Summer, 2002
- Be Prepared, 2002
- Green Glass Sea, 2004
- Intelligent Design, 2005
- Guys Day Out, 2005
- Ringing Up Baby, 2006
- Friday Night at St. Cecilia's, 2007
- Mrs. Zeno's Paradox, 2007
- Echoes of Aurora, 2009
- Singing on a Star, 2009
- A Practical Girl, 2009
- Goodnight Moons, 2011
- The Education of a Witch, 2012
- Amicae Aeternum, 2014

### Historische Romane
- The Green Glass Sea, 2006
- White Sands, Red Menace, 2008
- Out of Left Field, 2018

### Sachbücher
- Harbin Hot Springs: Healing Waters, Sacred Land, 1991
- The Science Explorer: The Best Family Activities and Experiments from the World's Favorite Hands-On Science Museum, mit Pat Murphy, 1996
- The Science Explorer Out and About: Fantastic Science Experiments Your Family Can Do Anywhere, mit Pat Murphy, 1997
- Exploratorium: A Year of Discoveries, 1997
- The Brain Explorer: Puzzles, Riddles, Illusions, and other Mental Adventures, mit Pat Murphy, 1999